# Bustelo (Oliveira de Azeméis)
Bustelo é um lugar que pertence à freguesia de Vila Chã de São Roque e Município de Oliveira de Azeméis, Área Metropolitana do Porto. Presentemente tem cerca de 1200 habitantes, divididos por 8 km². É limitada pelas freguesias de Oliveira de Azeméis e Pindelo, para além do lugar de Vila Chã, da mesma freguesia.
Dispõe de Escola Básica do 1º ciclo e Jardim de Infância, ambos da rede pública, Associação Desportiva "Sporting Clube de Bustelo" e Associação Recreativa e Cultural "Renascer". Embora não possua qualquer banco, existe uma caixa Multibanco. O Sporting Clube de Bustelo, fundado em 1922, é uma das mais antigas colectividades do país em actividade; dedica-se ao desporto, sobretudo ao Futebol e à Pesca.

## História
Neste lugar nasceu  a primeira fábrica de vidro de Europa, no Séc XV,  na chamada "Quinta do Côvo".
O lugar é servido por Capela com celebrações eucarísticas, grupos de catequese e grupos de beneficência.
Em termos patrimoniais destaca-se a Capela de Santo António, erigida no século XVIII, bem como o Solar da Quinta do Côvo.
Dispõe de um vasto parque industrial, de onde se destaca as indústrias do Calçado, Plásticos e Moldes. Comercialmente forte, é na Restauração que encontra o seu expoente máximo.
O lugar é servido por importantes vias de comunicação municipais e regionais, que o colocam rápida e facilmente nas cidades de S. João da Madeira e Oliveira de Azeméis, cujos centros urbanos se localizam a 6 e a 3 quilómeros, respectivamente.
Na Idade Média, ergueu-se aqui um curioso castelo, chamado da Lomba, e que teve assento o solar da família Castro e Lemos, na vasta Quinta do Côvo, tendo capela privativa, hospedaria para visitantes ilustres e uma grande coutada para caçadas anuais ao coelho e ao javali. A Quinta tem a forma de um polígono quase regular, sendo atravessada pelo rio Antuã e pela estrada que liga as cidades de Oliveira de Azeméis e Vale de Cambra. Da casa primitiva pouco resta, devido às grandes alterações que sofreu ao longo dos tempos. A casa actual constitui uma das mais importantes vivendas de província, verdadeira residência senhorial. O edifício para habitação, com 40 divisões, foi reedificado em 1850, e conjuntamente com as antigas fábricas de vidro, forma uma povoação. A capela privativa, dedicada a Nossa Senhora da Conceição, de linhas barrocas, foi mandada erigir pelo pai do Conde do Côvo, em 1862. Em princípios do século XX, a laboração de vidro que ali existiu durante quatro séculos consecutivos, foi definitivamente parada, dando-se novo destino às construções industriais, adaptando-as às explorações pecuária e agrícola. Nesta quinta passou Eça de Queirós tempo suficiente para colher motivos para alguns dos seus livros, como por exemplo, "A Capital" e "A ilustre Casa de Ramires". Actualmente, a Quinta do Côvo dispõe de cerca de 500 hectares de área, 50 km de caminho para passeios equestres, uma escola de equitação e uma espécie de hotel para cavalos.